# Luiz Paulo Vellozo Lucas
Luiz Paulo Vellozo Lucas (Vitória, 13 de dezembro de 1956) é um engenheiro de produção e político brasileiro.
Formado em engenharia de produção pela Universidade Federal do Rio de Janeiro, é membro do BNDES desde os anos 80.
Foi prefeito de Vitória de 1997 a 2005. Filiado ao PSDB desde 1993, em 2006 foi eleito deputado federal pelo Espírito Santo.
Em 2010, foi derrotado na disputa para o governo do Espírito Santo para o senador Renato Casagrande.
Em 2012, disputou novamente a prefeitura de Vitória, pelo PSDB, e durante o primeiro turno figurava como favorito em todas as pesquisas de intenção de votos, a frente de adversários como Iriny Lopes (PT) e Luciano Rezende do PPS.
No dia 7 de outubro de 2012, Luiz Paulo garantiu sua presença no segundo turno, com 36% dos votos, atrás de Luciano Rezende, que obteve 39%. Iriny Lopes conseguiu 18% dos votos.   
No segundo turno, disputado em 28 de outubro de 2012, Luiz Paulo, que estava em ascensão nas pesquisas, conseguiu 47.27% dos votos e foi derrotado para o adversário do PPS, que conseguiu 52.73%.
Em 2014, foi candidato a deputado federal pelo seu estado, porém não conseguiu ser eleito, tendo recebido 49.729 votos.

## Candidatura a Prefeitura de Vitória em 2024
Luiz Paulo foi confirmado como candidato a prefeito de Vitória no dia 20 de julho de 2024, em evento com representantes do PSDB, Cidadania, PSB, União Brasil e MDB. Victor Ricciardi, presidente do União em Vitória, será seu vice. 